# Università Politecnica delle Marche
L'Università Politecnica delle Marche, sino al 2003 Università di Ancona, è un istituto universitario italiano che ha sede principale nella città di Ancona e altre sedi in cinque città marchigiane; fu fondata nel 1969 con il nome di Libera Università di Ancona.

## Emblema

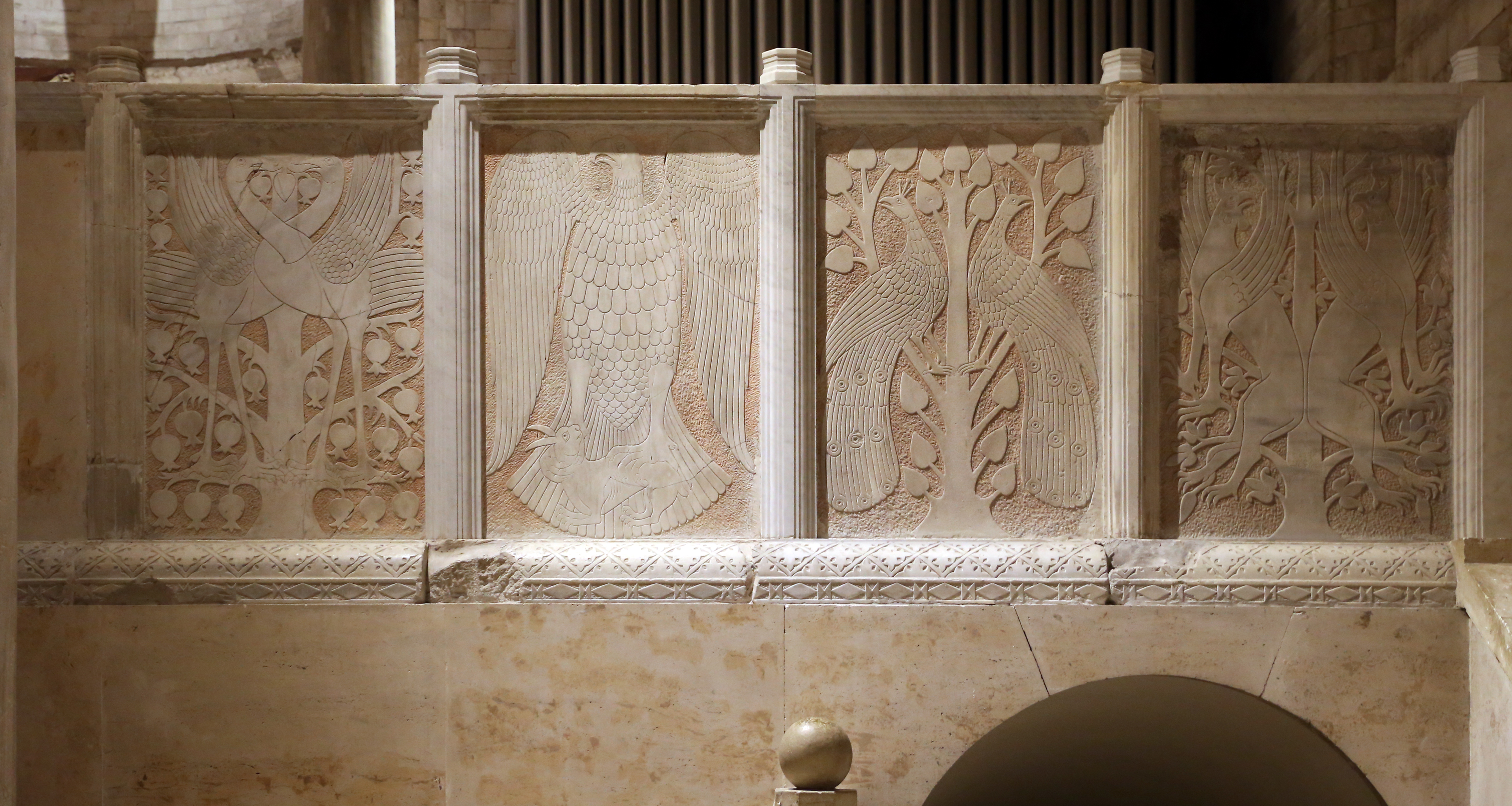
Lastre graffite del Duomo di Ancona – la terza da sinistra è quella da cui è stato tratto l'emblema dell'università

L'emblema dell'università, usato come logo, raffigura due pavoni su un albero, affrontati specularmente e a coda abbassata; l'immagine è tratta da una lastra di pietra graffita del 1189 che si trova sul transetto destro della cattedrale di san Ciriaco, duomo di Ancona, opera di maestro Leonardo. Essa si affianca ad altre sette, tutte di stile bizantino e presentanti figure di santi, profeti e animali simbolici.
La simbologia del pavone è assai ricca, e nel caso dello stemma dell'Università indica l'umiltà, qualità essenziale per ogni persona che si dedichi alla conoscenza e base stessa del metodo scientifico.
L'emblema originale, risalente agli anni settanta del Novecento, recava la scritta "Università di Ancona"; nel 2013 è stato rivisitato graficamente e la sua scritta è stata sostituita con quella attuale di "Università Politecnica delle Marche".

## Storia

### Universitas studii generalis
Nel 1548 il giurista Benvenuto Stracca, noto per essere stato il fondatore del diritto commerciale, inviò a papa Pio IV la richiesta di autorizzazione per l'apertura ad Ancona dell'Universitas studii generalis cuiuscum scientiae et facultatis ("Università di studi generali di ogni scienza e facoltà"); il 25 luglio 1562 il pontefice concesse l'autorizzazione all'apertura dell'Università, con le facoltà di diritto e di teologia e la possibilità di apertura anche di facoltà scientifiche; il primo priore fu proprio lo Stracca.
L'università anconitana si ricollegava alla scuola di diritto attiva in città nel Medioevo, dal 1300 in poi.
Lo Studium conferiva i vari gradi accademici: doctoratus, baccalariatus et magisteri gradus. Nel 1739 sospese le attività, a causa della grave crisi che visse la città a metà del XVIII secolo.
Nel 1746, venne nuovamente attivata la cattedra di Diritto, ma a causa dell'invasione napoleonica, ancora una volta l'università dovette terminare le sue attività, nel 1799.

### Università di Ancona
All'inizio del XX secolo, emerse nuovamente la necessità di riattivare gli studi universitari in Ancona. Sostennero con energia quest'esigenza varie istituzioni cittadine, in particolare l'Istituto Marchigiano di Scienze, Lettere ed Arti e la Camera di Commercio; fu così che venne creato il "Consorzio per il potenziamento degli studi universitari".
Grazie a queste iniziative, nel 1959, Ancona tornò ad essere sede universitaria, con l'istituzione della facoltà di economia e commercio, come sede distaccata dell'università di Urbino.
L'università anconitana, fondata da Alfredo Trifogli, ricevette il riconoscimento da parte del Ministero dell'istruzione il 16 dicembre 1969, dando origine alla "Libera università di Ancona", con la facoltà di ingegneria, le cui lezioni iniziarono nel febbraio del 1970, e la facoltà di medicina e chirurgia, inaugurata il 23 ottobre 1970.
Il 18 gennaio 1971 le venne riconosciuto lo status di università statale, che le fece assumere la denominazione di Università degli Studi di Ancona. Nello stesso periodo si accorpò anche la facoltà di economia nata in precedenza, che per quarant'anni ebbe sede nel medievale Palazzo degli Anziani, prima che tornasse ad essere residenza del Comune. L'Ateneo si arricchì della facoltà di agraria nel 1988 e della facoltà di scienze matematiche, fisiche e naturali tre anni dopo, nel 1991.

### Università Politecnica delle Marche
Il 18 gennaio 2003 l'Università di Ancona cambiò la propria denominazione in Università Politecnica delle Marche, data l'apertura di nuove sedi a Pesaro, Ascoli Piceno, Macerata, Fermo e San Benedetto del Tronto, formando in tal modo una rete didattica diffusa in tutte le province delle Marche.
Dall'anno accademico 1998/1999, la facoltà di economia si trasferì nella nuova sede dell'ex caserma Villarey.

## Strutture

### Sedi, facoltà e corsi di laurea
Nelle cinque facoltà, sono attivi 22 corsi di laurea triennale di primo livello, 17 corsi di laurea specialistica biennale di secondo livello, 3 corsi di laurea magistrale a ciclo unico, 35 scuole di specializzazione, 20 dottorati di ricerca. Sono elencati nella tabella seguente le sedi, le facoltà e i vari corsi di laurea
| Città                    | Facoltà                         | Corso di laurea | Immagine della sede |
| ------------------------ | ------------------------------- | --- | ------------------- |
| Ancona                   | Facoltà di Agraria              | Scienze e tecnologie agrarie (triennale) Scienze e tecnologie alimentari (triennale) Scienze forestali e ambientali (triennale) Food and Beverage Innovation and Management ("Innovazione e Gestione degli Alimenti e delle Bevande") (biennale) Scienze Agrarie e del Territorio (biennale) Scienze forestali, dei suoli e del paesaggio (biennale) |                     |
| Ancona                   | Facoltà di Economia             | Economia e commercio (triennale) International economics and business (triennale) Data Science per l'Economia e le Imprese (biennale) International Economics and Commerce (biennale) Economia e Management (biennale) Management della Sostenibilità ed Economia Circolare (biennale) Scienze Economiche e Finanziarie (biennale) |                     |
| Ancona                   | Facoltà di Ingegneria           | Ingegneria Biomedica (triennale) Ingegneria Civile e Ambientale (triennale) Ingegneria Edile (triennale) Ingegneria Elettronica (triennale) Ingegneria Informatica e dell'Automazione (triennale) Ingegneria dell'Informazione per Videogame e Realtà Virtuale (triennale) Ingegneria Meccanica (triennale) Tecniche della Costruzione e Gestione del Territorio (triennale) Ingegneria biomedica (biennale) Ingegneria per l'Ambiente e il Territorio (biennale) Ingegneria Civile (biennale) Ingegneria Edile (biennale) Ingegneria Elettronica (biennale) Ingegneria Informatica e dell'Automazione (biennale) Ingegneria Meccanica (biennale) Ingegneria Edile-Architettura (quinquennale) |                     |
| Ancona                   | Facoltà di Medicina e Chirurgia | Assistenza sanitaria (triennale) Dietistica (triennale) Educazione professionale (triennale) Fisioterapia (triennale) Igiene dentale (triennale) Infermieristica (triennale) Logopedia (triennale) Ostetricia (triennale) Tecniche della prevenzione nell'ambiente e nei luoghi di lavoro (triennale) Tecniche di laboratorio biomedico (triennale) Medicina e chirurgia (6 anni) Odontoiatria e protesi dentaria (6 anni) Scienze delle professioni sanitarie tecniche assistenziali (biennale) Scienze delle professioni sanitarie tecniche diagnostiche (biennale) Scienze infermieristiche ed ostetriche (biennale)                                                                        |                     |
| Ancona                   | Facoltà di Scienze              | Scienze ambientali e protezione civile (triennale) Scienze biologiche (triennale) Biologia molecolare e applicata (biennale) Biologia marina (biennale) Rischio ambientale e protezione civile (biennale) |                     |
| Ascoli Piceno            | Facoltà di Medicina e Chirurgia | Infermieristica (triennale) Fisioterapia (triennale) Tecniche di radiologia medica, per immagini e radioterapia (triennale) |                     |
| Ascoli Piceno            | Facoltà di Agraria              | Sistemi Agricoli Innovativi (triennale) Paesaggio, Innovazione e Sostenibilità (biennale, in collaborazione con Unicam) |                     |
| Macerata                 | Facoltà di Medicina e Chirurgia | Infermieristica (triennale) Terapia della Neuro e Psicomotricità dell'Età Evolutiva (triennale) |                     |
| Fermo                    | Facoltà di Ingegneria           | Ingegneria Gestionale (triennale) Ingegneria Gestionale (biennale) |                     |
| Fermo                    | Facoltà di Medicina e Chirurgia | Infermieristica (triennale) Logopedia (triennale) Scienze infermieristiche ed ostetriche (biennale) |                     |
| Pesaro                   | Facoltà di Medicina e Chirurgia | Scienze infermieristiche (triennale) Scienze Riabilitative delle Professioni Sanitarie (biennale) |                     |
| San Benedetto del Tronto | Facoltà di Economia             | Economia Aziendale (triennale) Management pubblico e dei sistemi socio-sanitari (biennale) |                     |

### Dipartimenti e scuole di dottorato
I dipartimenti dell'Università sono:

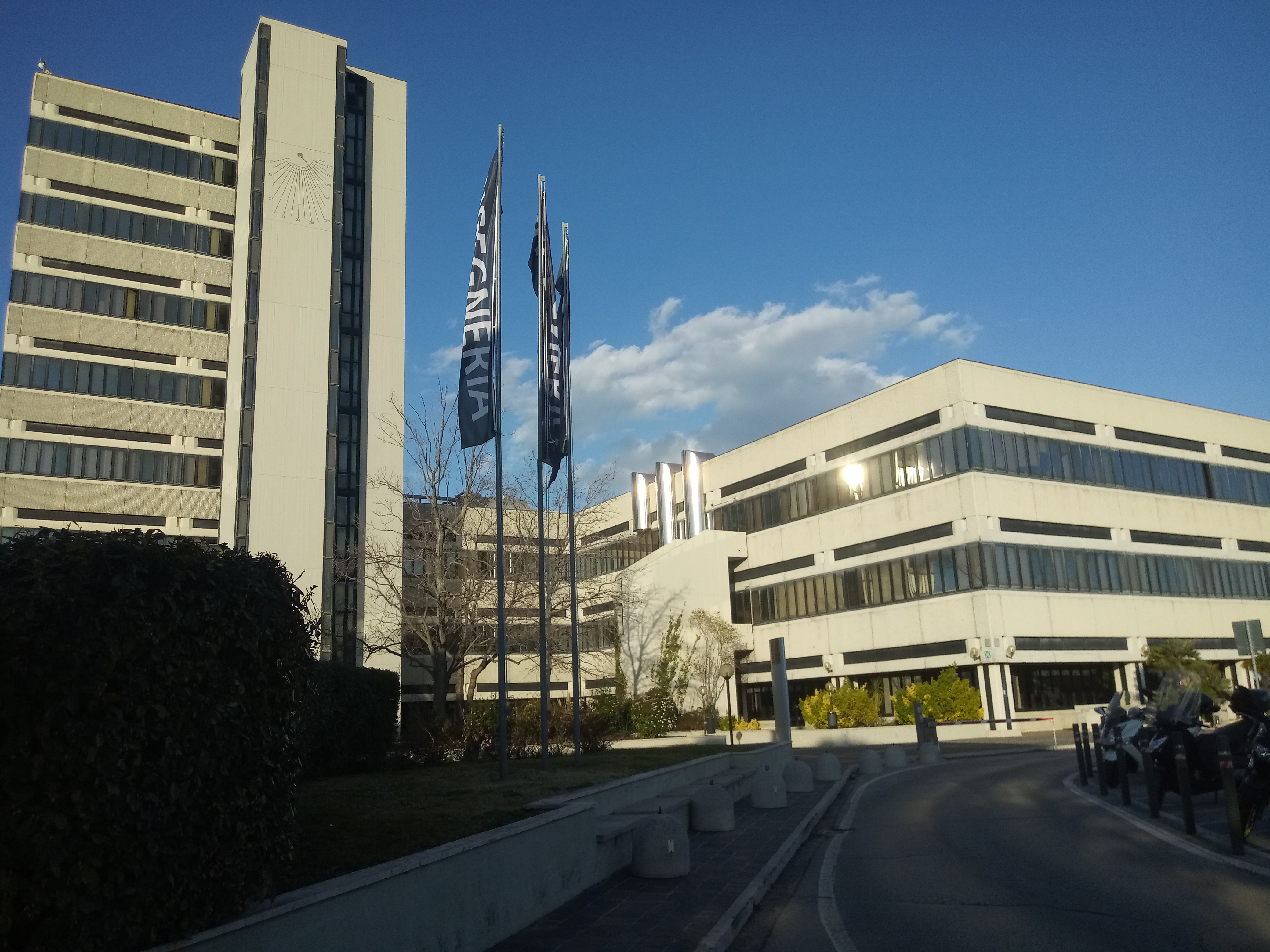
Polo universitario di Montedago

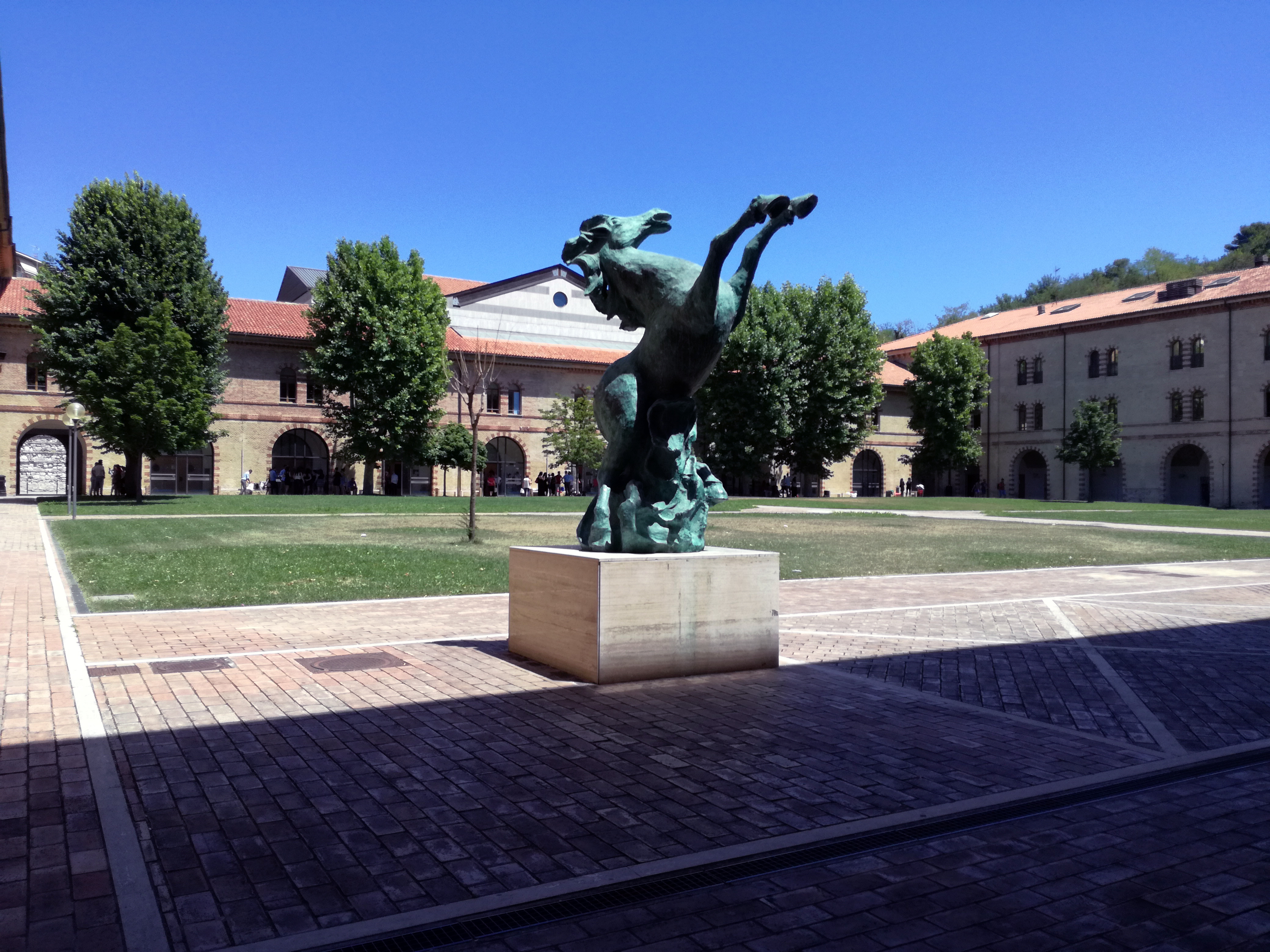
Polo universitario di Villarey, sede della facoltà di economia

- Ingegneria civile, edile e dell'architettura
- Ingegneria dell'informazione
- Ingegneria industriale e scienze matematiche
- Management
- Medicina sperimentale e clinica
- Scienze agrarie, alimentari ed ambientali
- Scienze biomediche e sanità pubblica
- Scienze cliniche e molecolari
- Scienze cliniche specialistiche ed odontostomatologiche
- Scienze della vita e dell'ambiente
- Scienze economiche e sociali
- Scienze e ingegneria della materia, dell'ambiente ed urbanistica

Le scuole di dottorato sono:
- Economia
- Scienze agrarie
- Scienze dell'ingegneria

### Poli universitari
La sede del rettorato si trova in piazza Roma, una delle quattro piazze centrali della città, situata nella zona dell'espansione post-unitaria del centro storico di Ancona. L'edificio era stato costruito nel 1866 da Giovanni Battista Gabuzzi come sede della Provincia di Ancona. In seguito ai danni subiti per il sisma del 1930, fu affidato all'architetto Guido Cirilli un progetto di restauro, che comportò una rivisitazione del coronamento della facciata e una nuova aula magna ("salone d'onore"), ricca di decorazioni pittoriche simboliche e coperta da un soffitto a lucernario, con vetrate in stile liberty. 
Sono tre i poli dell'università nella città di Ancona, descritti di seguito.
Polo di Montedago
A Montedago sono localizzate le facoltà di ingegneria, agraria e scienze. La sede di ingegneria è stata progettata nel 1976 dall'architetto italo-americano Pietro Belluschi, figura di spicco dell'architettura moderna, che donò il progetto alla sua città natale. L'edificio principale presenta una peculiarità: ogni piano assume il nome a seconda dalla sua quota sul livello del mare; in tal modo, il piano più basso è denominato quota 140 (140 m s.l.m.) e il piano più alto, sulla sommità della torre, è il quota 195. Ogni piano è alto 5 m e la facoltà è disposta su undici piani. Le aule sono distribuite da quota 140 a quota 160, mentre i restanti piani ospitano diversi dipartimenti. La presidenza si trova a quota 190. Sono presenti nel polo due opere d'arte, una di Arnaldo Pomodoro e due di Valeriano Trubbiani: Tarpare le ali, all'esterno, e Florida nascenza e voli, nel foyer dell'aula magna.
Polo di Villarey
L'ex caserma Villarey, adiacente al Parco del Cardeto, è la sede della facoltà di economia, intitolata a Giorgio Fuà; si tratta di una vasta costruzione ottocentesca, opera dell'architetto militare Giuseppe Morando. L'edificio ha pianta quadrata, con lato di circa 100 m, e al suo interno si apre un'ampia corte tenuta a verde e circondata da porticato. Una statua di Vittorio Morelli, il Fante della Prima Guerra Mondiale, risalente al periodo in cui l'edificio era ancora una caserma, ne ricorda l'antica funzione. All'interno della corte è presente un'altra scultura: il Grande cavallo reale, di Aligi Sassu. Dietro all'edificio, sotto al parcheggio multipiano che serve la facoltà, è presente un'area archeologica in cui è visitabile una sezione della necropoli greco-ellenistica di Ancona. All'ingresso dell'edificio è stato collocato nel 2007 un cippo in memoria dell'esodo giuliano dalmata, che ricorda che alcune famiglie di esuli trovarono una prima accoglienza proprio nella caserma Villarey.
Polo di Torrette
Nelle vicinanze dell'ospedale regionale, nel quartiere Torrette, si trova la sede della facoltà di medicina e chirurgia.
Altre sedi
L'ateneo ha sedi anche in altre città marchigiane: Ascoli Piceno, Fermo, Pesaro e San Benedetto del Tronto.

### Orto botanico

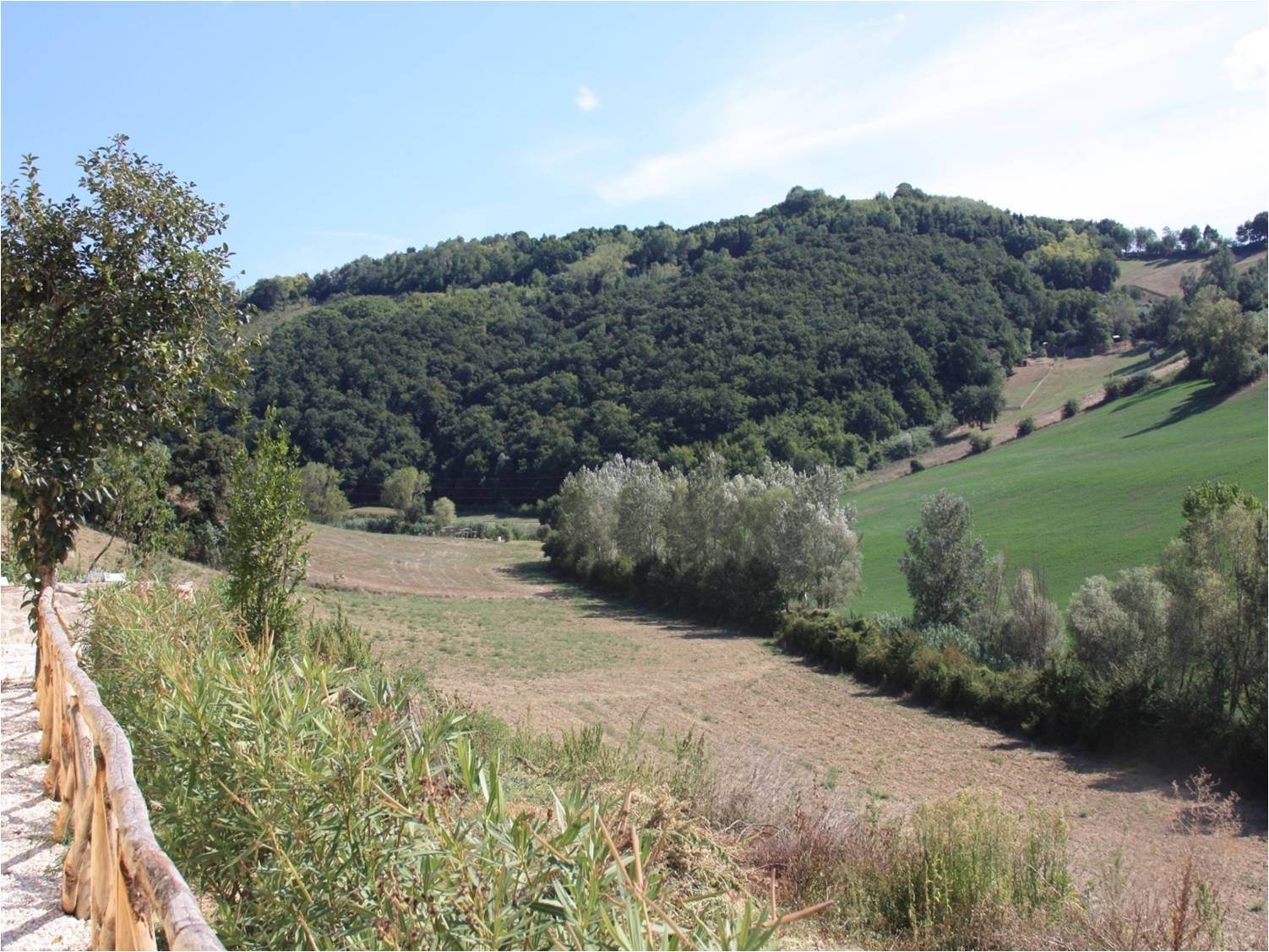
Veduta dell'orto botanico universitario

L'Orto botanico dell'Università Politecnica delle Marche, dipendente dalla facoltà di Agraria, è stato istituito nel 2000; è situato nella frazione Gallignano, all'interno della Selva di Gallignano e dei suoi dintorni; la superficie è in totale 15 ha, dei quali 8,1 ha sono occupati dalla selva, che è un'area floristica protetta della regione Marche, in virtù della sua importanza quale rara testimonianza dei boschi che secoli fa ricoprivano tutta la zona collinare delle Marche. Nelle adiacenze è presente l'azienda agraria didattico-sperimentale della facoltà. L'orto botanico è un centro di ricerca per la conservazione della biodiversità floristica e vegetazionale, particolarmente dedicato ai territori che circondano l'Adriatico, e un centro di didattica e di divulgazione della cultura ambientale (CEA).
L'orto botanico di Ancona presenta una struttura alquanto particolare nell'ambito del sistema degli orti botanici italiani, in quanto si sviluppa in un'area naturale ed è stato progettato in base a concetti di tipo prevalentemente ecologico-vegetazionale. Sono presenti cinque tipi di bosco diversi: sul versante collinare si sviluppano il querceto a cerro (Lonicero xylostei-Quercetum cerris) e il bosco a carpino nero e orniello (Asparago acutifolii-Ostryetum carpinifoliae); nella fascia di impluvio è presente il raro bosco a frassino meridionale (Rubio peregrinae-Fraxynetum oxycarpae); alla base del versante si osserva un "bosco a galleria" con nocciolo e rosa di S. Giovanni (Roso sempervirentis-Coryletum avellanae); è inoltre presente un bosco a quercia castagnola (Roso sempervirentis – Quercetum virgilianae).
Nell'orto si sperimentano nuove tecniche agronomiche per piante di interesse agrario ed industriale. Vengono così allestite parcelle per la coltivazione di piante diverse che assolvono anche ad una notevole funzione didattica. Ne sono esempi le parcelle sperimentali delle piante tintorie, quali il guado, la ginestra minore, la margherita dei tintori ed altre d'interesse officinale quali l'elicriso e la lavanda vera.

## Rettori
- Alfredo Trifogli (Commissario governativo) (1969-1971)
- Giancarlo Castiglioni (1971-1974)
- Salvatore Occhipinti (1974-1976)
- Felice Santagata (1976-1979)
- Franco Angeleri (1980-1983)
- Paolo Bruni (1983-1992)
- Guido Bossi (1992-1997)
- Marco Pacetti (1997-2013)
- Sauro Longhi (2013-2019)
- Gian Luca Gregori (2019-2025)
- Enrico Quagliarini (dal 1° novembre 2025)